# Casa Junyent
La Casa Junyent és un edifici del municipi de Figueres (Alt Empordà) que forma part de l'Inventari del Patrimoni Arquitectònic de Catalunya.

## Descripció
Edifici situat al centre històric de la ciutat. És un edifici entre mitgeres a la Rambla de Figueres, de planta baixa i tres pisos. L'ordenació horitzontal de la façana es fa a partir de dues balconades corregudes (al primer i tercer pis) amb balustrada de tema floral i suportada per mènsules. En el primer pis la balconada s'estén al llarg de tota la façana, sobrepassant els elements d'ordenació vertical del conjunt. En el segon pis, dos finestrals amb motllures verticals es prolonguen fins a les mènsules que sostenen la balconada correguda del tercer pis, amb el mateix tema decoratiu que la del primer. Les llindes de les finestres del segon pis marquen l'inici del tercer pis, ja que les seves finestres comencen just a sobre d'elles. Al centre de l'edifici, entre les dues finestres col·locades dos a dos s'hi ha posat un rellotge. Rematen la façana els ulls de bou de sota la cornisa i la barana de la terrassa, separats tots dos elements per les motllures verticals que tenen l'origen en l'emmarcament de les obertures i que acaben en pinacles.